# Zefanja
| Zwölfprophetenbuch des Tanach                                                                            |
| --- |
| - Hosea - Joel - Amos - Obadja - Jona - Micha - Nahum - Habakuk - Zefanja - Haggai - Sacharja - Maleachi |
| Namen nach dem ÖVBE                                                                                      |

| Bücher des Alten Testaments |
| --- |
| Pentateuch |
| - Genesis (1. Mose) - Exodus (2. Mose) - Levitikus (3. Mose) - Numeri (4. Mose) - Deuteronomium (5. Mose) |
| Geschichtsbücher |
| - Josua - Richter - Rut - 1. Samuel - 2. Samuel - 1. Könige - 2. Könige - 1. Chronik - 2. Chronik - Esra - Nehemia - Tobit (Tobias) - Judit - Ester + Zusätze - 1. Makkabäer - 2. Makkabäer                                                                        |
| Lehrbücher |
| - Ijob (Hiob) - Psalmen - Sprichwörter (Sprüche Salomos) - Kohelet (Prediger Salomo) - Hoheslied - Weisheit Salomos - Jesus Sirach |
| Propheten |
| „Große“ - Jesaja - Jeremia - Klagelieder Jeremias - Baruch mit Brief des Jeremia - Ezechiel (Hesekiel) - Daniel (+ Zusätze) „Kleine“ (Zwölfprophetenbuch) - Hosea - Joel - Amos - Obadja - Jona - Micha - Nahum - Habakuk - Zefanja - Haggai - Sacharja - Maleachi |
| - Namen nach dem ÖVBE, konsequent angewandt z. B. in der Einheitsübersetzung - Eingeklammerte Namen: ältere protestantische Tradition, als Ausnahme (neben ÖVBE) in der Lutherbibel - Kursiv: Deuterokanonische Schriften                                          |

Zefanja oder Zephania (hebräisch צְפַנְיָה ṣəfanjāh) ist ein Prophet und Namensgeber einer prophetischen Schrift im Tanach. Sie gehört dort zum Zwölfprophetenbuch (Dodekapropheton). In der Septuaginta heißt sie Sophonias und in der Vulgata Sofonias.

## Etymologie
Der hebräische Personenname Zefanja wird im MT hauptsächlich צְפַנְיָה ṣəfanjāh geschrieben. Daneben existiert (allerdings nicht für den Propheten, sondern für einen gleichnamigen Priester) in 2 Kön 25,18  die Schreibweise צְפַנְיָהוּ ṣəfanjāhû. Es handelt sich in beiden Fällen um Satznamen. Das Subjekt (das theophore Element יָה jāh oder יָהוּ jāhû) ist JHWH, das Prädikat gehört zur Verbwurzel צפן ṣfn, deutsch ‚verbergen / bergen / aufbewahren‘. Der Name ist ein Dankname und bedeutet „JHWH hat (schützend) geborgen / verborgen“.
Die Septuaginta gibt den Namen als Σοφονιας ‚Sophonias‘ wieder, die Vulgata als Sofonias.

## Autor
Vom Autor ist außer seinem Namen Zefanja und seinen Vorfahren über vier Generationen nichts Sicheres bekannt. Bei dem Ur-Urgroßvater Hiskija könnte es sich um den israelitischen König Hiskija handeln – das ist zeitlich möglich, aber nicht beweisbar. Es würde aber erklären warum, anders als sonst meist üblich, nicht nur der Vater genannt wurde. Da er „Sohn des Äthiopiers“ (Kuschi) genannt wird, kann man annehmen, dass er ein Fremder war und aus einem anderen Land stammte. Einer anderen Auslegung zufolge diente die Erweiterung dreier JHWH-haltiger Personennamen nach dem Vaternamen Kuschi dazu, ein mögliches Missverständnis dieses Namens als gentilicium „Kuschit“ abzuwehren (siehe Nubier / Äthiopier und Kusch).
Nach Zef 1,4  („an diesem Ort“) und den detaillierten Beschreibungen des Ortes dürfte er ein Einwohner Jerusalems gewesen sein oder hat jedenfalls dort gewirkt.

## Datierung
Gemäß Zef 1,1  empfing Zefanja seine Botschaften zur Zeit des jüdischen Königs Joschija (639 v. Chr.–609 v. Chr.). Dem Inhalt nach entstanden die Prophezeiungen vor Joschijas Kultreform im Jahr 622 v. Chr. und vor der Zerstörung Ninives im Jahr 612 v. Chr.
Damit ist Zefanja zeitlich zwischen Nahum und Habakuk anzusiedeln.

## Inhalt
- Überschrift (Zef 1,1 EU)
- Drohendes Gericht über Juda (1,2–2,3 EU)
  - Gericht über die Sünden Judas (1,2–13 EU)
  - Der Gerichtstag des Herrn (1,14–18 EU)
  - Ruf zur Umkehr (2,1–3 EU)
- Gericht über die Völker (2,4–15 EU)
  - Über die Philister (2,4–7 EU)
  - Über Moab und Ammon (2,8–10 EU)
  - Über die Völker im Westen und Süden (2,11–12 EU)
  - Über Assyrien (2,13–15 EU)
- Wehruf über das verstockte Jerusalem (3,1–20 EU)
  - Zorn Gottes im Endgericht und kommendes Heil (3,1–7 EU)
  - Nur ein Überrest von Heiden und Juden überlebt das Gericht (3,8–13 EU)
  - Heil für Jerusalem (3,14–20 EU)

## Wichtige Stellen
- Zef 1,10 f. EU ist eine wichtige Quelle über das Jerusalem des 7. Jahrhunderts.
- Der Tag des Herrn (Zef 1,14–18 EU) ist die hauptsächliche Inspiration für die Sequenz Dies irae des Requiems.
- Den Anfang von Vers 3,14 EU (Jauchze, Tochter Zion) griff Friedrich Heinrich Ranke auf, als er „Tochter Zion, freue dich“ dichtete, den deutschen Text zum Chorsatz „See the conquering hero comes“ aus den Oratorien Joshua und Judas Maccabaeus von Georg Friedrich Händel.

## Andere Träger des NamensZefanjain der Bibel
Zefanja heißen weitere biblische Personen:
- ein Priester, den König Zedekia zu Jeremia sandte, um den Propheten zu bitten, für die Aufhebung der Belagerung Jerusalems zu beten (Jeremia 21,1 f. EU);
- der Vater eines Josija, eines Rückkehrers aus dem babylonischen Exil (Sach 6,10 EU);
- ein Mitglied der levitischen Sängerfamilie Korach.

## Kommentare
- Walter Dietrich: Nahum, Habakuk, Zefanja (= Internationaler Exegetischer Kommentar zum Alten Testament). Kohlhammer, Stuttgart 2014, ISBN 978-3-17-020658-8.
- Lothar Perlitt: Die Propheten Nahum, Habakuk, Zephanja (= Das Alte Testament Deutsch. Band 25/1). Vandenhoeck & Ruprecht, Göttingen 2004, ISBN 3-525-51228-7.
- Hubert Irsigler: Zefanja (= Herders theologischer Kommentar zum Alten Testament). Herder, Freiburg/Basel/Wien 2002, ISBN 3-451-26851-5.
- Klaus Seybold: Nahum, Habakuk, Zephanja (= Zürcher Bibelkommentare. AT. Band 24/2). TVZ, Zürich 1991, ISBN 3-290-10134-7.